# Coppell
Coppell es una ciudad ubicada en los condados de Dallas y Denton en el estado estadounidense de Texas. En el Censo de 2010 tenía una población de 38.659 habitantes y una densidad poblacional de 1.016,16 personas por km².

## Geografía
Coppell se encuentra ubicada en las coordenadas 32°57′48″N 96°59′26″O / 32.96333, -96.99056. Según la Oficina del Censo de los Estados Unidos, Coppell tiene una superficie total de 38.04 km², de la cual 37.28 km² corresponden a tierra firme y (2%) 0.76 km² es agua.

## Demografía
Según el censo de 2010, había 38.659 personas residiendo en Coppell. La densidad de población era de 1.016,16 hab./km². De los 38.659 habitantes, Coppell estaba compuesto por el 73.77% blancos, el 4.48% eran afroamericanos, el 0.42% eran amerindios, el 15.86% eran asiáticos, el 0.05% eran isleños del Pacífico, el 2.82% eran de otras razas y el 2.6% pertenecían a dos o más razas. Del total de la población el 11.29% eran hispanos o latinos de cualquier raza.

## Educación
En la mayoría de la ciudad, el Distrito Escolar Independiente de Coppell gestiona escuelas públicas.
En una parte al este, el Distrito Escolar Independiente de Carrollton-Farmers Branch gestiona escuelas públicas.
En una parte al norte, el Distrito Escolar Independiente de Lewisville gestiona escuelas públicas.

## Economía
La economía de Coppell depende en gran medida de su proximidad al aeropuerto DFW, ubicado directamente al suroeste y es accesible por múltiples autopistas. Dada su estrategia logística, muchas corporaciones tienen instalaciones de envío y distribución en esta zona de la ciudad. Entre dichas empresas se destacan: Amazon, Lucent, Container Store y Mohawk Industries.